# Orocué
Orocué – miasto w Kolumbii, w departamencie Casanare.